# Leotiomycetidae
De Leotiomycetidae vormen een subklasse van de klasse Leotiomycetes.

## Taxonomie
- Subklasse: Leotiomycetidae
  - Orde: Chaetomellales
    - Familie: Chaetomellaceae
    - Familie: Marthamycetaceae

  - Orde: Helotiales
    - Familie: Amicodiscaceae
    - Familie: Amorphothecaceae
    - Familie: Ascocorticiaceae
    - Familie: Arachnopezizaceae
    - Familie: Bloxamiaceae
    - Familie: Bulgariaceae
    - Familie: Bryoglossaceae
    - Familie: Calloriaceae
    - Familie: Cenangiaceae
    - Familie: Cordieritidaceae
    - Familie: Dermateaceae
    - Familie: Discinellaceae
    - Familie: Drepanopezizaceae
    - Familie: Erysiphaceae
    - Familie: Gelatinodiscaceae
    - Familie: Geoglossaceae
    - Familie: Godroniaceae
    - Familie: Helicogoniaceae
    - Familie: Helotiaceae
    - Familie: Hemiphacidiaceae
    - Familie: Hyaloscyphaceae
    - Familie: Hyphodiscaceae
    - Familie: Lachnaceae
    - Familie: Leotiaceae
    - Familie: Loramycetaceae
    - Familie: Mollisiaceae
    - Familie: Pezizellaceae
    - Familie: Phacidiaceae
    - Familie: Ploettnerulaceae
    - Familie: Rutstroemiaceae
    - Familie: Sclerotiniaceae
    - Familie: Tricladiaceae
    - Familie: Vibrisseaceae

  - Orde: Leotiales
    - Familie: Bulgariaceae
    - Familie: Leotiaceae

  - Orde: Medeolariales
    - Familie: Medeolariaceae

  - Orde: Micraspidales
    - Familie: Micraspidaceae

  - Orde: Rhytismatales
    - Familie: Ascodichaenaceae
    - Familie: Cudoniaceae
    - Familie: Rhytismataceae

  - Orde: Thelebolales
    - Familie: Thelebolaceae

  - Orde: Phacidiales
    - Familie: Helicogoniaceae
    - Familie: Phacidiaceae

Verder zijn de volgende geslachten Incertae sedis geplaatst:
- Adelodiscus
- Melanormia
- Metapezizella
- Patinella
- Phyllopezis
- Polydiscina
- Riedera